# Суфиянова, Сафура Рафиковна
Сафура Рафиковна Суфиянова (1 июля 1930 — 19 октября 2001) — доярка колхоза «Завет Ленина» Альшеевского района РБ, Герой Социалистического Труда.

## Биография
Сафура Рафиковна Суфиянова родилась 1 июля 1930 года в д. Староаккулаево (ныне — Альшеевского района Башкирии). Образование неполное среднее.
Трудовую деятельность начала в 1944 г. в колхозе «Завет Ленина» Альшеевского района. С 1958 г. работала дояркой.
В восьмой пятилетке (1966—1970) от 12 коров надоила 2 182 центнера молока, в том числе 528 центнеров в 1970 г. при плане соответственно 1 350 и 310 центнеров, получила и сохранила 60 телят. В 1970 г. от каждой коровы при плане 2 550 килограммов надоила 4 402 килограмма молока. За пятилетку средний удой от каждой закрепленной за ней коровы составил 3 730 килограммов. Благодаря трудовым успехам С. Р. Суфияновой колхоз пятилетний план по продаже молока государству выполнил на 141 процент, план 1970 г. — на 143 процента.
За выдающиеся успехи, достигнутые в развитии сельскохозяйственного производства и выполнении пятилетнего плана по продаже государству продуктов животноводства, Указом Президиума Верховного Совета СССР от 8 апреля 1971 г. С. Р. Суфияновой присвоено звание Героя Социалистического Труда.
До выхода на пенсию в 1990 г. работала в колхозе «Завет Ленина» Альшеевского района разнорабочей, заведующей складом.
Суфиянова Сафура Рафиковна умерла 19 октября 2001 года.

## Награды
- Герой Социалистического Труда (орден Ленина и медаль «Серп и Молот», 8.4.1971)
- орден Трудового Красного Знамени (1971)
- медали
- Ударник девятой и десятой пятилеток
- Победитель социалистического соревнования (1974, 1975, 1976, 1977, 1978).
- Почётный гражданин Альшеевского района БАССР (1994).

## Память
На доме, где жила С. Р. Суфиянова, установлена мемориальная доска.